# Abdij van Bobbio

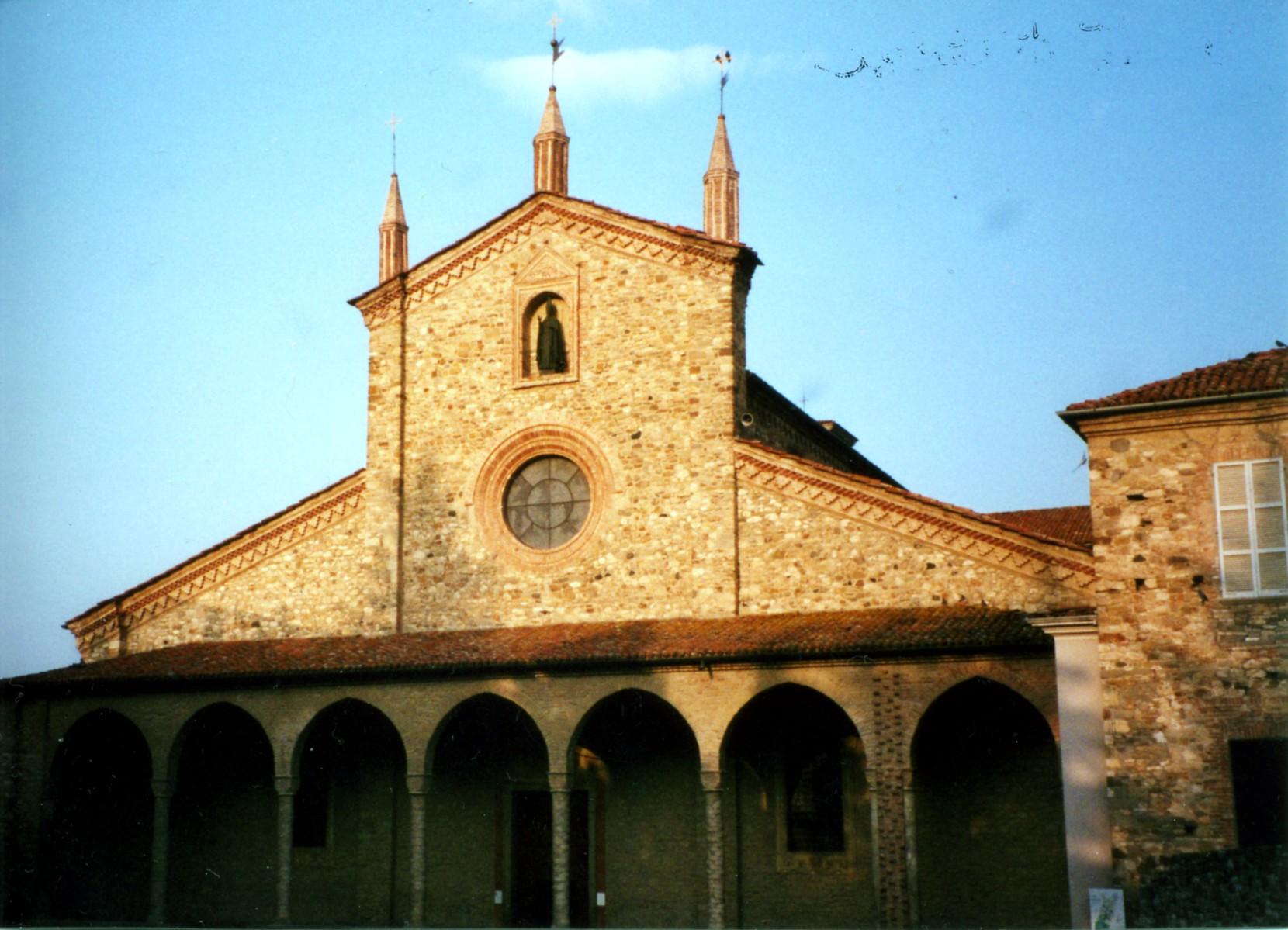
De basiliek van de heilige Colombanus.

De abdij van Bobbio (Italiaans: Abbazia di San Colombano) was een klooster dat in 614 werd gesticht door de Ierse Keltisch christelijke heilige Columbanus. Rond de abdij groeide de huidige stad Bobbio, gelegen in de Italiaanse provincie Piacenza in de streek Emilia-Romagna. De abdij was gewijd aan Sint Columbanus. Ze stond bekend als een centrum van verzet tegen het arianisme. De abdij van Bobbio bezat een van de grootste bibliotheken van de middeleeuwen. Ook stond deze abdij model voor het klooster in Umberto Eco's succesvolle roman De naam van de roos. De abdij werd in 1803 ontbonden toen het gebied onder Frans bewind stond. Veel van de gebouwen kregen andere bestemmingen.

## Scriptorium
Het aan de abdij verbonden scriptorium speelde in de vroege middeleeuwen een zeer belangrijke rol.